# Urecheni
Urecheni is een Roemeense gemeente in het district Neamț.
Urecheni telt 4185 inwoners.